# Lördagskvällar
Lördagskvällar è un film del 1933, diretto da Schamyl Bauman, con Edvard Persson. 

## Trama
Nappe Johansson e il suo amico e vicino di casa Johan, mentre le mogli li credono in ufficio, entrano, il sabato sera, in un locale notturno. Nappe è invitato a ballare dalla giovane Lola, mentre l'accompagnatore di lei, Johnny Stjernhagen, a corto di quattrini per pagare lo champagne che aveva ordinato, si fa prestare del denaro dal cameriere. La serata finisce in un agitato tumulto, ed è difficile a Nappe, dopo che ha fatto ritorno a casa alle tre del mattino, far credere alla gelosa ed arcigna moglie Engla che sia stato veramente in ufficio, tanto più che la mattina dopo la vicina di casa Sofie riferisce che la figlia ha visto l'uomo, la notte prima, nel dancing.
Il giorno stesso torna a casa, in licenza dalla marina, Gösta, il figlio di Johan e della moglie Hanna, fidanzato della figlia di Nappe, Karin. Engla tuttavia preferisce come futuro genero un giovane con una invidiabile posizione lavorativa, che non è altri che Johnny. Per questo i rapporti fra Gösta e Karin si raffreddano. Nello stesso tempo giunge Kristin, la sorella di Hanna, a farle visita, col marito Abel e la figlia Majken, depressa perché è stata lasciata da poco dal fidanzato, che, tra l'altro, è sparito con il libretto di risparmio "al portatore" della famiglia.
Mentre Johnny arriva sulla sua moto con sidecar, un amico di Gösta, Manne, riconosce in lui una persona nota per la sua poca onestà. Johnny intanto, blandendo Engla, si fa consegnare da lei, per quanto diffidente, alcune obbligazioni, promettendole un futuro guadagno.
Intanto Johan è deciso a scagionare l'amico da ogni sospetto (peraltro fondato) della moglie, ed escogita l'idea di far apparire un sosia di Nappe, che avrebbe ben potuto essere stato scorto nel locale notturno e scambiato per lui. È Nappe stesso, travestito e munito di baffi finti, ad impersonificare il sosia di sé stesso, senza tuttavia riuscire ad ingannare più di tanto la moglie.
Karin non vuole saperne del fidanzato impostole dalla madre, e Johnny, mentre dal giardino va verso la casa dei Johanssen per impietosire Engla, incontra, imbarazzato, la sua ex-fidanzata, Majken, che invece è contentissima di aver ritrovato l'amico. Ma Johnny viene visto da Katrin e Abel, che lo additano e lo accusano del furto del libretto. Johnny, vistosi smascherato, si dà alla fuga, inseguito da Gösta, Manne e Abel.
Johan, come ultimo tentativo di raddolcire Engla verso il marito, inscena il suicidio di Nappe, riferendo che si sarebbe gettato a mare. Nappe infine si palesa, vivo e vegeto, riuscendo così a rabbonire la moglie, mentre Gösta torna, in possesso delle obbligazioni che è riuscito, dopo uno scontro, a riavere da Johnny.